# 甘泉铁路
甘泉铁路是中国内蒙古自治区巴彦淖尔市、包头市、鄂尔多斯市境内的蒙古国南戈壁省塔本陶勒盖矿区煤炭进口运输的电气化单线铁路。 北起中蒙国界口岸的甘其毛都，南至包神铁路万水泉南站接轨。神华集团控股，神华甘泉铁路有限责任公司运营。全长366.9千米。铁路等级为国铁I级；限制坡度为上行6‰，下行13‰；最小曲线半径为一般地段1200m，困难地段800m；到发线有效长度在河西至金泉段为1050m，预留1700m，在金泉至甘其毛都段为1700m；半自动闭塞。全线设17座车站。
概算投资47亿元，于2010年8月1日正式开工，2012年9月15日铺通。